# اللجنة الوطنية لأوروبا حرة

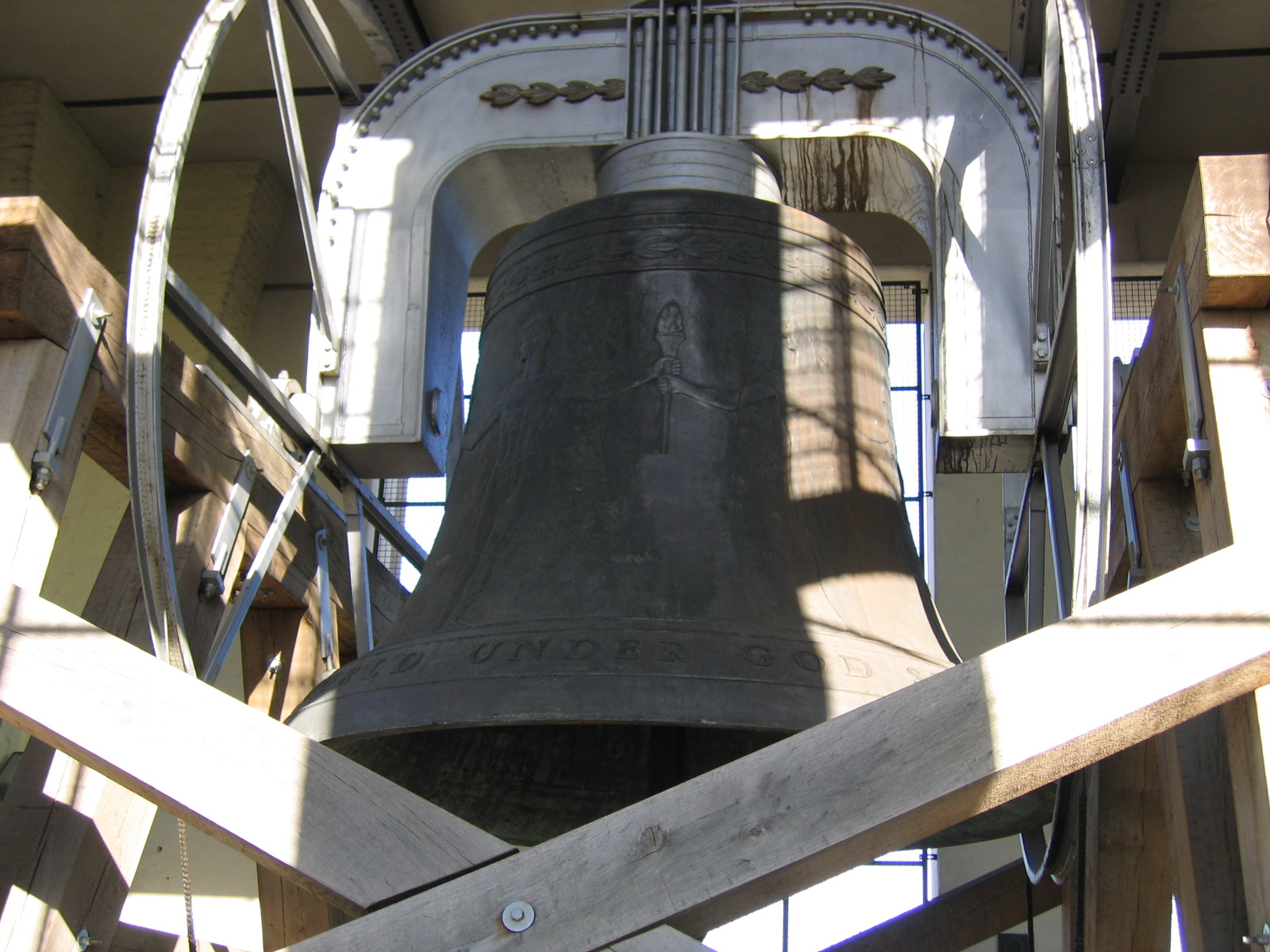
جرس الحرية الذي أرسلته اللجنة الوطنية لأوروبا حرة إلى برلين الغربية

اللجنة الوطنية لأوروبا حرة (بالإنجليزية: National Committee for a Free Europe) كانت منظمة أمريكية معادية للشيوعية، أُسست في 1949 في مدينة نيويورك. ضمت المنظمة في عضويتها أفرادًا من جنسيات مختلفة، وكان تشارلز دوجلاس جاكسون، جون جاي ماك كلوي وألن ويلش دلس قادتها.
هدفت المنظمة إلى تحرير الشعوب الواقعة تحت النفوذ السوفيتي-الستاليني بعد الحرب العالمية الثانية.
شغلت اللجنة الوطنية لأوروبا حرة إذاعة أوروبا الحرة ابتداءً من يوليو 1950. مولت الحكومة الأمريكية الأجور وتكاليف التشغيل والمعدات التقنية. قدمت وكالة المخابرات المركزية أجهزة بث كاملة لهذا الغرض في ألمانيا. وفقًا لتقدير المؤرخ الألماني برند شتوفر كانت إذاعة أوروبا الحرة أول محطة معادية للشيوعية تقام لغرض تحرير شرق أوروبا الواقعة تحت السيطرة السوفيتية، وكان نشاطها خارج نطاق مسؤولية السياسات الرسمية للولايات المتحدة.
أرسلت اللجنة جرس الحرية لسكان برلين الغربية، هذا الجرس معلق في مبنى بلدية شونيبيرج. بُنى هذا الجرس على صورة جرس الحرية الأمريكي.
وفقًا لتقدير الصحفي الأمريكي تيم وينر، كانت اللجنة واحدة من العديد من منظمات الواجهة التابعة للمخابرات المركزية الأمريكية في الولايات المتحدة.